# Albino Principe
Albino Principe (Napoli, 16 novembre 1905 – Roma, 27 aprile 1980) è stato un attore, sceneggiatore e regista italiano.

## Biografia
Napoletano di nascita, nel cinema fece il suo esordio come attore nel 1934 in Seconda B di Goffredo Alessandrini e fino al 1940 comparve con una certa regolarità come caratterista; degna di nota la sua interpretazione del fatuo Bubi Bonci ne Il signor Max di Mario Camerini del 1937. Più avanti apparirà sempre più saltuariamente sugli schermi, sino al 1966, per una ventina di film. Dal 1952 iniziò l'attività di sceneggiatore e dal 1958 diresse quattro pellicole fino al 1971; una la firma con lo pseudonimo di Alan Prince. Fu anche organizzatore generale della produzione per tre film, il primo dei quali fu Gli uomini non guardano il cielo di Umberto Scarpelli del 1952.

## Filmografia

### Attore
- Seconda B, regia di Goffredo Alessandrini (1934)
- Come le foglie, regia di Mario Camerini (1934)
- Tempo massimo, regia di Mario Mattoli (1934)
- Casta Diva, regia di Carmine Gallone (1935)
- Ma non è una cosa seria, regia di Mario Camerini (1936)
- Cavalleria, regia di Goffredo Alessandrini (1936)
- La damigella di Bard, regia di Mario Mattoli (1936)
- È tornato carnevale, regia di Raffaello Matarazzo (1937)
- Scipione l'Africano, regia di Carmine Gallone (1937)
- Il signor Max, regia di Mario Camerini (1937)
- Il feroce Saladino, regia di Mario Bonnard (1937)
- Sono stato io!, regia di Raffaello Matarazzo (1937)
- Tutta la vita in una notte, regia di Corrado D'Errico (1938)
- L'argine, regia di Corrado D'Errico (1938)
- Se quell'idiota ci pensasse..., regia di Nino Giannini (1939)
- La vedova, regia di Goffredo Alessandrini (1939)
- Processo e morte di Socrate, regia di Corrado D'Errico (1939)
- La danza dei milioni, regia di Camillo Mastrocinque (1940)
- Tempesta sul golfo, regia di Gennaro Righelli (1943)
- Sogno d'amore, regia di Ferdinando Maria Poggioli (1943) incompiuto
- Il folle di Marechiaro, regia di Roberto Roberti (1952)
- La colpa di una madre, regia di Carlo Duse (1952)
- Il disco volante, regia di Tinto Brass (1964)
- Eroe vagabondo, regia di Walter Santesso (1966)
- Scusi, lei è favorevole o contrario?, regia di Alberto Sordi (1966)

### Regista
- Il segreto delle rose (1958) anche produttore e soggetto
- Letto di sabbia (1962) anche sceneggiatura
- Un giorno, una vita (1971) come Alan Prince, anche soggetto e sceneggiatura
- Una sposa per Mao (1971)

### Sceneggiatura
- La colpa di una madre, regia di Carlo Duse (1952) soggetto
- Il mantello rosso, regia di Giuseppe Maria Scotese (1955) soggetto e sceneggiatura

### Produzione
- Gli uomini non guardano il cielo, regia di Umberto Scarpelli (1952) direttore di produzione
- Amore e smarrimento, regia di Filippo Walter Ratti (1954) produzione e soggetto
- Gli amori di Angelica, regia di Luigi Latini De Marchi (1966) organizzatore generale